# Равни (Словения)
Ра́вни (словен. Ravni) — село в муниципалитете Кршко в восточной Словении. Область, в которой находится село традиционно относилась к району Нижняя Крайна. В настоящее время весь муниципалитет входит в Нижнепосавский статистический регион.
Местная церковь посвящена Святому Виту и относится к приходу соседней деревни Малый Трн. Средневековый неф был расширен в конце XIX века.